# Арнольд, Грэм
Грэм Джеймс Арнольд (англ. Graham James Arnold; род. 3 августа 1963, Сидней) — австралийский футболист и тренер. С мая 2014 по март 2018 — главный тренер клуба A-Лиги «Сидней». В 2000 году Арнольд был назначен на должность помощника тренера национальной сборной Австралии. После того как в 2005 году был уволен главный тренер Фрэнк Фарина, Арнольд работал с Гусом Хиддинком в кампании чемпионата мира 2006 года, где Австралия дошла до 1/8 финала. После ухода Хиддинка он стал исполняющим обязанности тренера Австралии. Между 2010 и 2013 годами Арнольд был тренером клуба A-Лиги «Сентрал Кост Маринерс», он привёл команду к двум чемпионским титулам. Он является членом Зала славы Федерации футбола Австралии. В пригороде Сиднея Гленвуде есть район, названный в его честь.

## Карьера игрока

### Клубная
Арнольд играл на позиции форварда, он начал свою карьеру в «Гуоли Бэй» в 1969 году. Он играл за них до 1979 года, когда перешёл в «Бэнкстоун Бэррис» из Премьер-лиги Нового Южного Уэльса. Затем он перешёл в «Сидней Юнайтед» из ныне несуществующей Национальной футбольной лиги, где в 1986 году он стал лучшим бомбардиром лиги и игроком года. Затем последовал переезд за границу, в Нидерландах он сделал себе имя, играя за «Роду» и «НАК Бреда». Он также провёл некоторое время в Бельгии с «Льежем» и «Шарлеруа». Он продолжил карьеру в «Санфречче Хиросима» из Японии, а в конце своей карьеры, наконец, вернулся на родину, чтобы играть за «Нортерн Спирит».

### В сборной
Грэм Арнольд представлял национальную сборную Австралии в 54 матчах, забил 19 голов (85 матчей и 33 гола с учётом неофициальных матчей и игр за вторую сборную). 23 октября 1985 года Фрэнк Арок дал ему возможность дебютировать в отборочном матче чемпионата мира против Тайваня на стадионе «Гиндмарш» в Аделаиде. Он забил в своём дебютном матче, а его команда одержала разгромную победу со счётом 7:0. Его международная карьера закончилась неудачно, 29 ноября 1997 года в отборочном матче на чемпионат мира против сборной Ирана на «Мельбурн Крикет Граунд» при счёте 2:2 и Австралия лишилась шанса поехать на мундиаль по правилу выездного гола, хотя вела в матче 2:0.

## Карьера тренера

### Начало
У Арнольда был ранний эпизодический опыт работы тренера. Он был тренером в двух матчах «Сидней Юнайтед» в течение сезона 1989/90, будучи ещё игроком клуба. Однако его полноценная тренерская карьера началась в 1998 году, когда он был назначен играющим тренером «Нортерн Спирит». Он был тренером в течение двух сезонов, выведя клуб в плей-офф в их дебютном сезоне. Затем в 2000 году он был назначен на должность помощника тренера сборной Австралии, в июле 2006 года он стал исполняющим обязанности, а затем в декабре назначен главным тренером.

### Сборные Австралии

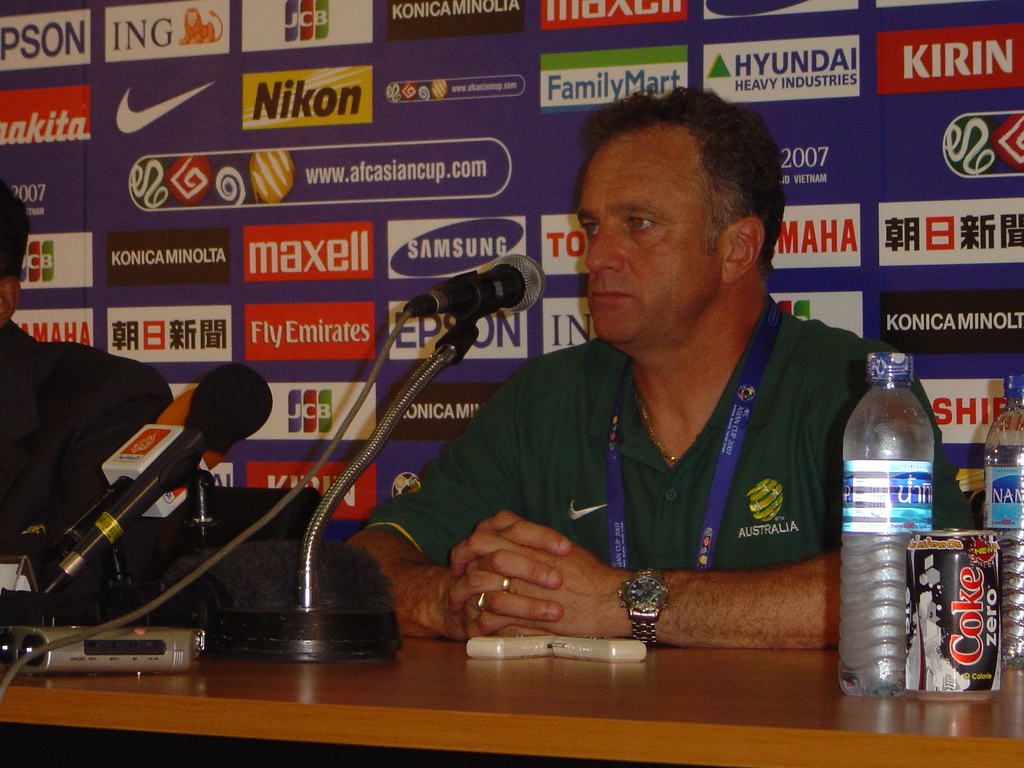
Грэм Арнольд (13 июля 2007)

6 сентября 2006 года Австралия проиграла со счётом 0:2 в отборочном матче Кубка Азии против скромного Кувейта. Футбольная федерация Австралии подтвердила, что Арнольд останется главным тренером до конца кампании кубка Азии 2007 года.
Австралия начала свою кампанию в Кубке Азии плохо, сыграв вничью с Оманом в матче открытия группового этапа в Бангкоке. Арнольд испытывал на себе давление СМИ, и 13 июля 2007 года Австралия на групповой стадии проиграла со счётом 1:3 Ираку. После матча Арнольд сказал представителям СМИ (со ссылкой на некоторых ключевых игроков команды): «Есть несколько игроков, которые, кажется, не хотят быть здесь. Я очень разочарован».
В ходе опроса, проведённого «Four Four Two», по результатам голосования было установлено, что 78 % участников считают самой существенной причиной неудачного выступления Австралии на кубке Азии именно Арнольда.
После турнира Арнольд продолжил работу в качестве тренера молодёжной сборной, которая квалифицировалась в финальную часть Олимпийских игр 2008 года. Он также рассматривался как кандидат на должность тренера английских «Болтон Уондерерс» и «Норвич Сити», но проиграл конкуренцию Гари Мегсону и Гленну Редеру соответственно.
С назначением голландца Пима Вербека на должность тренера сборной Арнольд вместе с Хенком Дютом работал его помощником во время чемпионата мира 2010 года в ЮАР.

### «Сентрал Кост Маринерс»

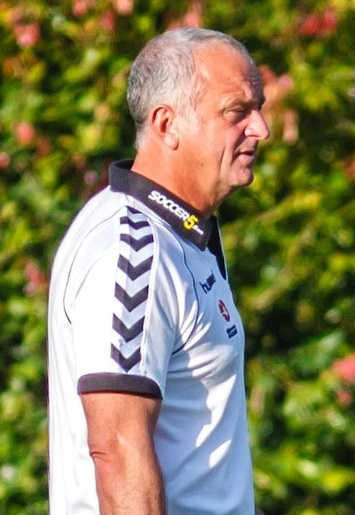
Арнольд на спаринге с «Мельбурн Виктори» (16 сентября 2012)

9 февраля 2010 года было объявлено, что Арнольд займёт должность главного тренера «Сентрал Кост Маринерс» до конца 2012/13 сезона. В конце 2011/12 сезона А-Лиги он отверг выгодный контракт от «Сиднея» и решил остаться с «Маринерс», продлив контракт на один год. За три сезона при Арнольде команда дважды занимала второе место и ещё один раз выиграла регулярный сезон.

### «Вегалта Сэндай»
В ноябре 2013 Арнольдом интересовались несколько клубов из Азии, особенно «Вегалта Сэндай» из японской J-лиги. Хотя австралийская футбольная федерация снова хотела сделать Арнольда тренером национальной сборной, он выразил желание остаться в клубном футболе. В течение нескольких недель были согласованы условия с «Сэндай», Арнольд стал первым австралийским тренером в элите японского футбола после Эдди Томсона. Грэм пригласил своего помощника из «Сентрал Кост Маринерс», Эндрю Кларка, присоединиться к нему в Японии. 9 апреля 2014 года было объявлено, что Арнольд был уволен из «Сэндай». Арнольд в тот же день обратился в СМИ, дабы сообщить, что его уход состоялся по взаимному соглашению, и он не был уволен с поста, как первоначально сообщалось. Его уход из клуба состоялся после 8 игр подряд без побед в лиге и кубке.

### «Сидней»
8 мая 2014 года Арнольд был назначен новым главным тренером «Сиднея». В своём первом сезоне с командой он занял второе место в A-Лиге 2014/15, уступив «Мельбурн Виктори» и проиграв им же в финале лиги.
После довольно приличного сезона 2014/15 последовал неудачный год, команда финишировала на седьмом месте и пропустила финальный плей-офф. Тем не менее, в Лиге чемпионов АФК 2016 года он смог выиграть с командой группу H. Однако в плей-офф «Сидней» вылетел от китайской команды «Шаньдун Лунэн» со счётом 3:3 по голам на выезде.
Третий сезон Арнольда с «Сиднеем» оказался весьма плодотворным, тренер активно поработал на трансферном рынке и в дополнение к победе в чемпионате команда побила несколько рекордов. В частности клуб набрал наибольшее количество очков за один сезон, превзойдя результат «Брисбен Роар» сезона 2010/11 (66 очков против 65), также «Сидней» стал единственной командой в Австралии, которая находилась на первом месте в турнирной таблице в течение всего сезона. Арнольд был также признан тренером года в Австралии. Он окончил сезон ничьей 1:1 в финале плей-офф, выиграв со счётом 4:2 по пенальти у «Мельбурн Виктори». Таким образом он стал первым тренером, выигравшим чемпионат с более чем одним клубом.

### Возвращение в сборную Австралии

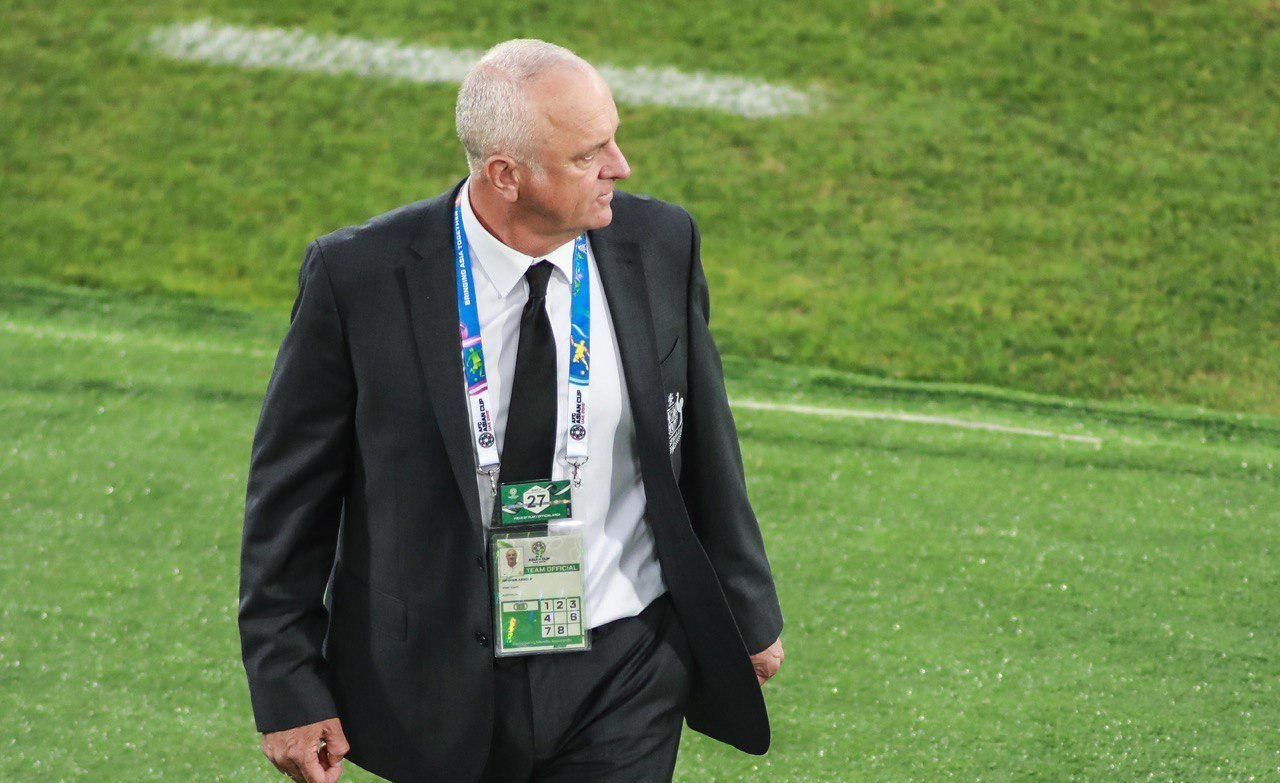
Арнольд на матче Австралия — Сирия (15 января 2019)

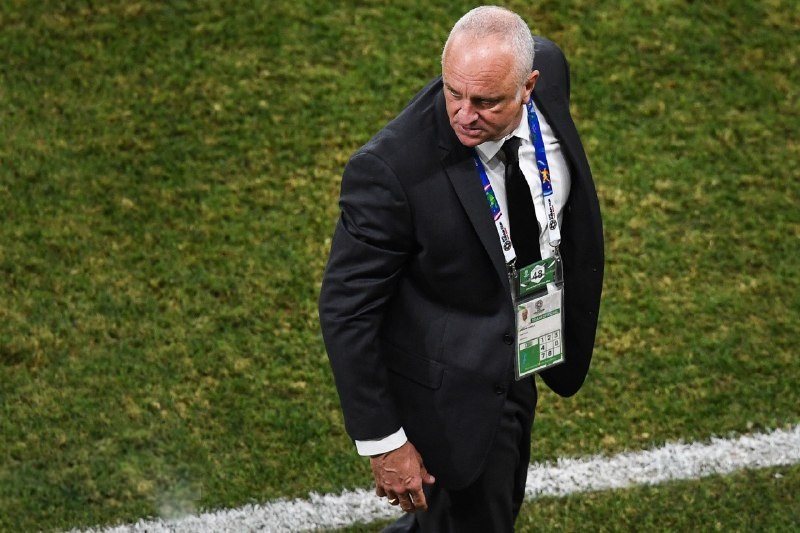
Арнольд на матче Австралии против ОАЭ (25 января 2019)

В начале марта 2018 года официально стало известно о назначении Арнольда на пост главного тренера сборной Австралии после окончания чемпионата мира 2018. Арнольд начал хорошо: его команда одержала крупную победу со счётом 4:0 на выезде над сборной Кувейта. 18 ноября 2018 года подопечные Арнольда сыграли вничью 1:1 с Южной Кореей в домашнем товарищеском матче. За день до матча Арнольд назначил новым капитаном команды Марка Миллигана.
Первым турниром Арнольда после возвращения стал Кубок Азии 2019 года, где Австралия выступала в статусе действующего чемпиона. Его команда начала с неожиданного поражения от Иордании со счётом 0:1, тем не менее вышла с группы. Австралия выбыла в четвертьфинале, где с минимальным счётом проиграла ОАЭ. Арнольд подвергся критике за плохую форму команды на турнире. Несмотря на критику, он смог вывести молодёжную команду на третье место в чемпионате Азии 2020 года, таким образом команда квалифицировалась на летние Олимпийские игры 2020 года (отложенные на год из-за пандемии COVID-19). Основная сборная под руководством Арнольда впервые в истории одержала восемь побед подряд во втором раунде отборочных матчей чемпионата мира 2022 и вышла в третий раунд. В июне 2022 года Арнольд вывел Австралию на пятый подряд чемпионат мира. В плей-офф команда обыграла ОАЭ (7 июня) и Перу (13 июня) в Дохе, Катар. Во втором плей-офф против Перу Арнольд принял ключевое решение перед серией пенальти, заменив Мэтью Райана (капитана команды) на Эндрю Редмэйна. Редмэйн хорошо выступил в серии 11-метровых, отразив решающий пенальти, чем помог Австралии выйти на чемпионат мира. Арнольд прокомментировал свой успех в СМИ в последующие дни, в том числе в популярной программе Ли Сейлз.
В финальной стадии чемпионата мира 2022 года он вывел Австралию в 1/8 финала во второй раз в истории после 2006 года, когда он был помощником тренера. В последнем матче группового этапа его команда победила со счётом 1:0 Данию. Он стал первым австралийским тренером, который смог вывести сборную в плей-офф, вопреки всем разногласиям и критике. Позже Австралия потерпела поражение от Аргентины со счётом 2:1, хотя «Соккеруз» могли сравнять счёт в концовке. По итогам турнира французская спортивная газета L’Équipe назвала Арнольда лучшим тренером мундиаля, а его контракт был продлён до чемпионата мира 2026 года, при этом он призвал австралийских чиновников прилагать больше усилий для популяризации футбола в стране.
В третьем раунде квалификации чемпионата мира по футболу 2026 Австралия стартовала плохо: проиграла в первом матче Бахрейну дома со счётом 0:1, а затем сыграв вничью с Индонезией без голов. 20 сентября Арнольд решил уйти с поста главного тренера сборной, он дольше всех занимал пост тренера в истории сборной Австралии — 6 лет.